# Heide Simon (Politikerin)
Heide Simon (* 6. November 1955 in Ingolstadt) ist eine Hamburger Politikerin der Grün-Alternativen Liste (GAL) und ehemaliges Mitglied der Hamburgischen Bürgerschaft.

## Leben
Heide Simon absolvierte ein Studium auf dem zweiten Bildungsweg der Sozial- und Wirtschaftswissenschaften in Berlin. Es folgte eine Auslandstätigkeit im Bereich der internationalen Entwicklungshilfe. In Deutschland war sie unter anderem bei den DGB-Landesbezirken Berlin-Brandenburg und Baden-Württemberg beschäftigt. Später arbeitete sie als freiberufliche Referentin.
Sie war von 1995 bis 1997 Sprecherin des Kreisvorstandes der GAL in Hamburg-Nord. Für ihre Partei war sie Mitglied der Hamburgischen Bürgerschaft in der 16. Wahlperiode von 1997 bis 2001. Für ihre Fraktion war sie arbeitsmarktpolitische Sprecherin und saß im Gleichstellungsausschuss sowie im Sozialausschuss.